# آزیدامفنیکل
آزیدامفنیکل(به انگلیسی: Azidamfenicol) یک آنتی‌بیوتیک از دسته آمفنیکل‌ها است که دارای مشخصات مشابه کلرامفنیکل است. این ماده فقط به صورت موضعی مورد استفاده قرار می‌گیرد، به عنوان قطره چشمی و پماد برای درمان عفونت‌های باکتریایی استفاده می‌شود.